# Ubojstva Srba u Sisku 1991. – 1992.
U Sisku je 1991. i 1992., u vrijeme Domovinskog rata, nestalo ili ubijeno otprilike 100-injak građana srpske nacionalnosti. Neki su izvori tvrdili da je za to znao hrvatski državni vrh. Hrvatska ljevica, list političara Stipe Šuvara, objavio je poimenični popis 107 ubijenih Srba u okolici Siska i za ubojstva optužio Ivana Bobetka, predsjednika Kriznog stožera, i Đuru Brodarca, načelnika policije. List je zbog toga tužen, a u prosincu 2001. Županijski sud u Zagrebu donio je presudu po kojoj je Bobetku morao platiti 50.000 kuna za duševne boli.

## Kronologija
Već u ljeto i jesen 1991., a posebno od rujna nakon što je JNA uz pomoć paravojnih četničkih postrojbi zauzela Petrinju, a tamošnje hrvatsko stanovništvo izbjeglo prema Sisku i Zagrebu, veći broj građana Siska uglavnom srpske nacionalnosti odvođen je iz svojih kuća i s posla i nestajao. Neki od njih kasnije su nađeni mrtvi. Grad je u to vrijeme bio na prvoj liniji fronte, pod stalnim znakom opće opasnosti i izložen minobacačkim napadima, pa je u njemu vladala nesigurnost, a dio javnih službi nije funkcionirao. Dio Srba već je ranije otišao rodbini u inozemstvo, a dio je ostao u gradu. Neki su se pridružili i Zboru narodne garde. Dok je dio građana hrvatske nacionalnosti u Sisku nastojao nastaviti sa zajedničkim životom u nacionalno izmiješanom gradu, grupe naoružanih osoba, uglavnom paravojne postrojbe, zastrašivale su sisačke Srbe. Srbi su navodno mučeni u mjestima „Barutana“, „ORA“ i „Jodno“.[nedostaje izvor]

## Suđenja
Vijeće za ratne zločine Županijskog suda u Sisku 26. kolovoza 2009. godine objavilo je presudu kojom je hrvatski branitelj Ivica Mirić proglašen krivim i osuđen na devet godina zatvora zbog kaznenog djela ratnog zločina protiv civilnog pučanstva, a Vrhovni je sud tu presudu poništio 20. svibnja 2010. godine i vratio predmet na ponovno suđenje. U ponovljenom suđenju pred izmijenjenim vijećem Mirić je opet osuđen na devet godina zatvora, koju presudu je ovaj put potvrdio Vrhovni sud.
20. lipnja 2011. bivši načelnik Policijske uprave sisačko-moslavačke Đuro Brodarac, njegov tadašnji zamjenik Vlado Milanković i pripadnik pričuvne postrojbe MUP-a Drago Bošnjak uhićeni su zbog sumnje da su 1991. i 1992. u Sisku počinili ratni zločin protiv civilnog stanovništva. 
Teško bolesni 66-godišnji Brodarac bio je zatvoren tijekom istrage u osječki zatvor u ćeliji u kojoj je bilo više od 40 stupnjeva. Sud je odbio sve zahtjeve obrane da bude u kućnom pritvoru zbog teškog zdravstvenog stanja i kao posljedica tog nemara je umro 13. srpnja 2011. Vladimir Milanković proglašen je krivim za ratni zločin protiv civilnog stanovništva i ratnih zarobljenika u Sisku te je osuđen na deset godina zatvora dok je Drago Bošnjak oslobođen optužbe. Brodarac je umro teško bolestan u osječkom zatvoru, za što nitko nije odgovarao.

## Vanjske poveznice
- Tamna strana Domovinskog rata Slobodna Dalmacija